# Stations Y
Les stations « Y » étaient des sites britanniques de collecte de signaux initialement établies au cours de la Première Guerre mondiale et plus tard utilisées pendant la Seconde Guerre mondiale. Ces sites ont été exploités par un large éventail d'organismes, y compris l'armée de terre, la marine, la Royal Air Force ainsi que le Foreign Office (MI6 et MI5), le General Post Office et la Compagnie Marconi.
La lettre « Y » est une abréviation pour wireless interception (Y se prononce « ouaïe » en anglais, comme la première syllabe de wireless). 
Les stations « Y » étaient de deux types, d'interception ou de radiogoniométrie. Parfois, les deux fonctions ont été réalisés sur le même site avec la hutte de radiogoniométrie située à quelques centaines de mètres du bâtiment principal d’interception afin de minimiser les interférences. Ces sites ont recueilli le trafic radio qui était alors soit analysé localement ou, s’il était crypté, initialement envoyé, avant le début de la Seconde Guerre mondiale, pour traitement au bureau 40 de l'Amirauté à Londres, puis au Government Code and Cypher School à Bletchley Park, dans le Buckinghamshire.
Durant la Seconde Guerre mondiale, une grande maison appelée «Arkley View» à la périphérie de Barnet a servi de centre de collecte de données où le trafic était rassemblé et transmis à Bletchley Park, elle a également été une station «Y». Beaucoup de radioamateurs ont soutenu le travail des stations «Y», ils étaient enrôlés comme «intercepteur volontaire». Une grande partie du trafic intercepté par les stations «Y» a été enregistré manuellement et envoyé à Bletchley sur papier par des courriers à moto, plus tard, par téléscripteur sur des lignes téléphoniques terrestres de la poste.
Le terme a également été utilisé pour des stations similaires attachés à l’avant-poste de l'Intelligence Corps India, le Wireless Experimental Centre (WEC) à l’extérieur de Delhi.

## Stations de radiogoniométrie Y
En plus de l'interception radio, des stations Y spécialement construites ont également entrepris de la radiogoniométrie des transmissions sans fil ennemies. Cela est devenu particulièrement important lors de la bataille de l'Atlantique où la localisation des sous-marins allemands est devenue un enjeu crucial. L'amiral Dönitz avait dit à ses commandants qu'ils ne pouvaient pas être localisés s’ils limitaient leurs transmissions radio à moins de 30 secondes, mais des opérateurs radiogoniométriques qualifiés ont pu localiser l'origine de signaux en 6 secondes.
La conception de stations radiogoniométriques terrestres préférées par les Alliés dans la Seconde Guerre mondiale était le système U-Adcock, qui consistait en une petite hutte centrale pour les opérateurs entourée de quatre mats verticaux de 10 m de haut habituellement placées aux quatre points cardinaux. Des câbles enterrés les reliaient au centre de la hutte et étaient reliés à un goniomètre et un récepteur sans fil qui permettait de trouver le gisement de la source du signal. Au Royaume-Uni, certains opérateurs se trouvaient dans un « réservoir » métallique souterrain. Ces stations étaient généralement situées dans des endroits reculés, souvent au milieu des champs des agriculteurs. Des traces des stations radiogoniométriques de la Seconde Guerre mondiale peuvent être vues (ce sont des cercles) dans les champs entourant le village de Goonhavern en Cornouailles.

## Sites des stations "Y" au Royaume-Uni
- Beachy Head, dans le Sussex

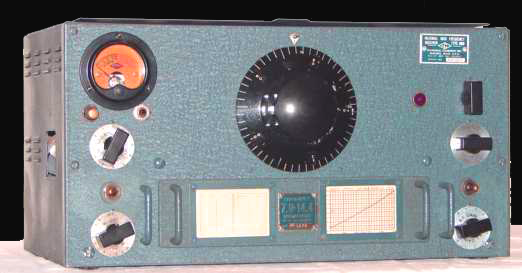
Le récepteur de la National Radio Company qui a été largement utilisé par le Radio Security Service et les stations Y

- Beaumanor Hall, près de Loughborough, dans le Leicestershire
- Beeston Hill Y Station (en), dans le Norfolk
- Bishop's Waltham, dans le Hampshire [5]
- RAF Canterbury, dans le Kent
- Cheadle, dans le Staffordshire
- RAF Chicksands, dans le Bedfordshire
- RAF Clophill, dans le Bedfordshire
- Cromer, dans le Norfolk
- G.P.O. Transatlantic Radiophone Station Kemback, près de Cupar Fife
- Foreign Office Denmark Hill, Camberwell (Metropolitan Police)
- Met Office Dunstable, dans le Bedfordshire
- Felixstowe, dans le Suffolk
- Gilnahirk, Belfast
- Gorleston, dans le Norfolk
- Harpenden, dans le Hertfordshire (Army, No. 1 Special Wireless Group)
- HMS Flowerdown, Winchester, dans le Hampshire
- HMS Forest Moor, Harrogate, dans le Yorkshire
- Kedleston Hall, dans le Derbyshire
- RAF Kingsdown, Hollywood Manor, West Kingsdown, dans le Kent
- RAF, Monks Risborough, dans le Buckinghamshire
- Foreign Office Knockholt, dans le Kent
- Army Markyate, dans le Hertfordshire
- North Walsham, dans le Norfolk
- Foreign Office Sandridge, dans le Hertfordshire
- Saxmundham, dans le Suffolk
- Army Shenley dans le Hertfordshire
- South Walsham, dans le Norfolk
- Southwold, dans le Suffolk
- Stockland Bristol Nr Bridgwater, dans le Somerset
- Stockton-on-Tees, dans le Cleveland
- RAF Waddington, dans le Lincolnshire

## Station "Y" de Bump Beeston

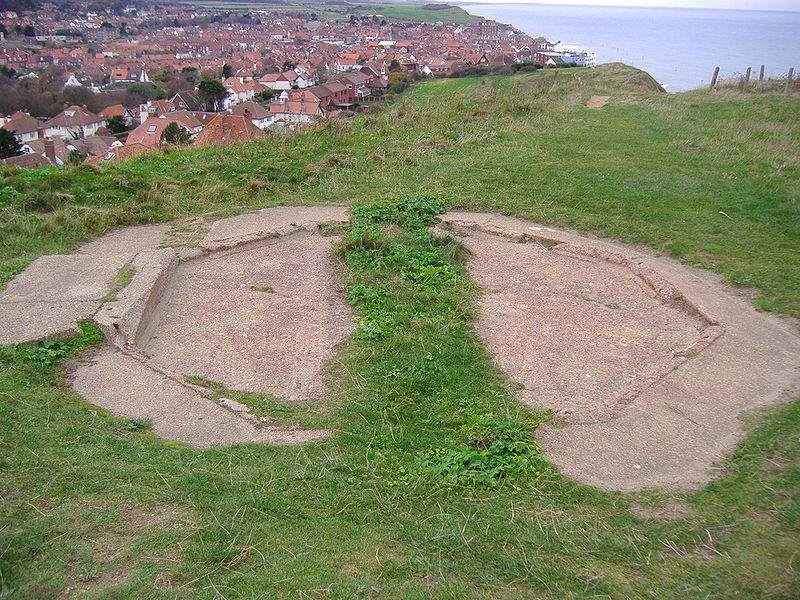
Vestiges d'une station Y à Beeston Bump

Pendant la Seconde Guerre mondiale, Beeston Bump était l'emplacement de l'une de ces stations d'écoute secrètes. Des restes de béton de cette installation top secrète peuvent encore être vus sur le sommet de la colline. Les vestiges se composent d'une base octogonale en béton qui mesure 3,850 m de large avec un caniveau qui s'étend d'ouest en est et au milieu à l'extrémité sud de l'octogone se trouve une zone de béton surélevée de 225 mm par rapport au reste de la base. Autour du bord de l'octogone se trouvent les restes de ce qui fut un parapet en béton armé qui a été supprimé depuis longtemps. Il y a aussi des vestiges d'un mur de briques de Fletton dirigé vers l'ouest loin de la zone surélevée. Au cours d'un épisode de la série Coast de la BBC1 Joy Hale, une ancienne opératrice WREN à la station, a été interviewée.
La forme octogonale de la base indique que la hutte de l’opérateur de la station de radiogoniométrie se tenait là. Elle aurait été constituée d'une structure à double paroi en bois avec l’intervalle rempli de galets conçus pour être un «pare éclats» ou un «pare-balles». Deux stations « Y » ont fonctionné à Sheringham pendant la Seconde Guerre mondiale, une mise en œuvre par la RAF et l'autre par la Marine.